# 작전동
작전동(鵲田洞)은 인천광역시 계양구의 법정동이다. 경인고속도로를 중심으로 부평구와 경계를 이루고 있으며 동쪽으로 작전서운동, 서쪽으로 작전2동 그리고 북쪽으로 계산3동과 경계를 이루고 있으며 중소 영세공장이 있는 공업지역과 주거지역의 공존 지역에서 점차 대단위 아파트 단지가 신축되어 주거지역으로 변모하는 지역이다.

## 교육 기관
- 인천성지초등학교
- 인천작동초등학교
- 인천작전초등학교
- 작전중학교
- 작전고등학교
- 작전여자고등학교
- 인천화전초등학교
- 안남고등학교
- 경인교육대학교

## 주요 도로
- 경인고속도로
- 봉오대로
- 장제로
- 주부토로
- 효서로
- 아나지로
- 계양대로
- 새벌로
- 도두리로

## 주요 시설
- 작전역